# Jezioro Małe (powiat międzychodzki)
Jezioro Małe – niewielkie jezioro wytopiskowe, w woj. wielkopolskim, w powiecie międzychodzkim, w północno-zachodniej części gminy Kwilcz, w obrębie sołectwa Kurnatowice – 500 m na południowy zachód od integralnej części wsi, Hub Kurnatowskich oraz 350 m na południe od Zawady.

## Dane morfometryczne
Powierzchnia zwierciadła wody wynosi 5,34 ha.
Zwierciadło wody położone jest na wysokości 78,3 m n.p.m.. Maksymalna głębokość zbiornika wynosi 5 m.